# Salvatore Visco
Salvatore Visco (ur. 28 lipca 1948 w Neapolu) – włoski duchowny katolicki, arcybiskup Kapui od 2013 do 2023

## Życiorys
Święcenia kapłańskie otrzymał 14 kwietnia 1973 i został inkardynowany do diecezji Pozzuoli. Po święceniach został wikariuszem w Bagnoli, zaś w 1985 został dyrektorem kurialnego wydziału ds. liturgii oraz delegatem biskupim ds. diakonatu stałego. W 1994 mianowany wikariuszem generalnym diecezji.
5 kwietnia 2007 papież Benedykt XVI mianował go ordynariuszem diecezji Isernia-Venafro. Sakry biskupiej udzielił mu 2 czerwca 2007 kardynał Giovanni Battista Re.
30 kwietnia 2013 papież Franciszek mianował go arcybiskupem Kapui.
11 grudnia 2023 papież Franciszek przyjął jego rezygnację z urzędu arcybiskupa Kapui.